# This Moment Is Mine
This Moment Is Mine är det tredje studioalbumet av den amerikanska sångaren Chanté Moore. Albumet släpptes i USA och Kanada av Silas och MCA den 25 maj 1999. Albumet blev Moores comeback efter fyra år med relativt låg profil till följd av hennes nyblivna mödraskap med maken Kadeem Hardison. Under tiden fram till albumet arbetade Moore som bakgrundssångare åt Toni Braxton och bidrog till soundtracket till den amerikanska långfilmen Hålla andan (1996). Det tog tid att färdigställa albumet då Moore och MCA ville invänta de rätta producenterna för projektet. Moore var chefsproducent på albumet medan ytterligare produktion bland annat kom från Jimmy Jam & Terry Lewis, Rodney "Darkchild" Jerkins, Robin Thicke och Jermaine Dupri. Moore skrev åtta av albumets spår och samarbetade bland annat med LaShawn Daniels, Thicke och Diane Warren på ytterligare låttexter. This Moment Is Mine beskrevs visa på en större mångsidighet bland kompositionerna i jämförelse till hennes tidigare verk. Albumet klassas som R&B med stilvariationer som rör sig inom ramarna för quiet storm och jazz.
Vid utgivningen av This Moment Is Mine mottog albumet övervägande positiv kritik från musikjournalister som berömde Moores sångframförande och att hon inte ägnade sig åt att "översjunga", till skillnad från andra vokalister i samma genre. This Moment Is Mine blev Moores genombrott på R&B-marknaden där den gjorde henne till ett etablerat namn. Albumet nådde som bäst plats 31 på amerikanska albumlistan Billboard 200 och blev hennes första topp-tio album på förgreningslistan Top R&B/Hip-Hop Albums. Albumutgivningen föranleddes av huvudsingeln "Chanté's Got a Man" som guldbelönades av Recording Industry Association of America (RIAA) och blev Moores första framgång på mainstreamlistan Billboard Hot 100 där den nådde tiondeplatsen. Fortsatt marknadsföring för albumet strandades efter att musikern P. Diddy hörde Moores tilltänkta singel "If I Gave Love" och ville ha den som Jennifer Lopez' debutsingel. En identisk version av låten släpptes av Lopez vilket gjorde det omöjligt för MCA och Moore att släppa hennes singel och fick Moore att anklaga Diddy för stöld. 

## Bakgrund och inspelning
Den amerikanska artisten Chanté Moore upptäcktes av producenten och skivbolagschefen Louil Silas under tidiga 1990-talet och fick ett skivkontrakt med Silas Records, en avknoppning av MCA Records. Moore hade framgång på R&B-marknaden med debutalbumet Precious som mottog ett guldcertifikat av Recording Industry Association of America (RIAA). Albumet genererade hitlåtarna "Love's Taken Over" och "It's Alright". Uppföljaren A Love Supreme kom två år senare och innehöll fler hits, däribland "Old School Lovin'" och "Free / Sail On". Under nästkommande tre år arbetade Moore på projekt som genererade mindre publicitet för  henne. Hon fokuserade mer på sitt privatliv och att ta hand om sin dotter som föddes 1996 med maken Kadeem Hardison. Moore jobbade som bakgrundssångare, bland annat på Toni Braxtons flerfaldigt platinasäljande studioalbum Secrets (1996). Hon spelade in låten "Wey U" till soundtrackalbumet Waiting to Exhale till den amerikanska långfilmen med samma namn. Bidraget genererade en Grammy Award-nominering.
This Moment Is Mine, hennes tredje studioalbum, tog tid att färdigställa. Moore, som var chefsproducent för projektet, kommenterade i en intervju: "Vi ville vara säkra på att ha de kvalitetsproducenterna vi ville ha, vi fick vänta på att de blev tillgängliga. Efter det ville vi också vara säkra på att ha rätt [huvud]singel och ett budskap vi kände oss trygga med." Några av tidpunktens mest efterfrågade och "trendiga" musikproducenter bidrog med material, däribland Jimmy Jam & Terry Lewis, Rodney "Darkchild" Jerkins, Simon Law, Robin Thicke och Jermaine Dupri. Fjorton låtar skapades till albumet och Moore skrev själv låttexter till åtta av dem medan bland annat LaShawn Daniels och Thicke bidrog med ytterligare text. Diane Warren bidrog med text till "I See You In a Different Light" som gästades av sångaren Jojo Hailey. Chaka Khans och Rufus' hit "You Got the Love" omarbetade Moore med ytterligare låttext och döpte om den till "I've Got the Love".

## Komposition och teman
"Det nya albumet tog fram en del av mig som jag tror saknades från mina första två album. Det visar att jag inte bara är en jazzig R&B-sångare utan att jag även kan sjunga på lite annorlunda och mångsidiga produktioner."
Enligt Vibe Magazine tillämpar Moore en varsam och avslappnad sångstil på This Moment Is Mine som ackompanjeras av lugna grooves. Hennes framförande på albumets spår har beskrivits som "självsäkert". Kompositionen på "Chanté's Got a Man" är lik Moores tidigare musikkatalog och klassas som quiet storm. "I Cry to Myself" har beskrivits som ett melankoliskt nummer med en jazzig blues-känsla. "In My Life" har beskrivits som en "himlastormande och passionerad" kärleksballad. "Easy" är en lättsam och romantisk komposition.
Låttexterna till This Moment Is Mine inspirerades av Moores nyblivna moderskap och giftermål med Hardison samt historier från vänner. Lynn Norment, skribent vid den amerikanska tidskriften Ebony Magazine, ansåg att låttexterna på This Moment Is Mine vittnade om personliga tankar och erfarenheter. Moore skrev texten och melodierna till "Chanté's Got a Man" som är en hyllning till afroamerikanska män. I låten beklagar hon att hennes väninnor inte tror på att det finns bra män "där ute". Hon har hittat en bra man och han tillbringar sin tid hemma med henne. Hon uppmuntrar dem att tro på att ett "dåligt äpple inte behöver första hela korgen". Om låtens betydelse kommenterade hon till Jet Magazine i juni 1999:

"Det finns bra män där ute. Men ibland när vi kvinnor har varit med om en situation där män inte varit särskilt snälla och krossat våra hjärtan, då tror vi att alla män är lika. Den mannen behandlade mig illa och jag litade på honom och om jag litar på någon igen så kommer jag bli bränd igen. Vi generaliserar män efter en eller två dåliga erfarenheter. Tro aldrig att du inte är vacker på insidan. Låt ingen bryta ner dig."

På "Easy" sjunger Moore om att tappa upp badvatten och ge sin partner massage. Moore ansåg att låten var en summering av hennes omhändertagande personlighet i en partnerrelation. "This Moment Is Mine" har en "självbekräftande" innebörd. Moore har beskrivit låten som hennes mest personliga. I en intervju kommenterade hon: "Den låten skrev jag för mig själv och den talar till mig." Om uppkomsten sa hon: "Jag kom på mig själv med att tänka 'Jag önskar att jag inte gjort si eller så'." Hon sammanfattade: "Den handlar om att se vad man kan göra nu. Den fokuserar på rosorna istället för taggarna och stunderna vi har just nu."

## Utgivning och marknadsföring
This Moment Is Mine släpptes i USA och Kanada den 25 maj 1999. För att marknadsföra albumet släpptes låten "Chanté's Got a Man" som albumets huvudsingel. Låten blev Moores framgångsrikaste singelutgivning. Efter att MCA släppt den till amerikansk R&B-radio i början av mars 1999 blev den tillagd till 95 stationers spellistor och var ”most added”. Låtens framgångar öppnade dörrarna till nya målgrupper som inte lyssnat på hennes musik tidigare. Populariteten ökade försäljningen av hennes tidigare album. I en intervju med Billboard kommenterade Dedry Jones, ägare till skivaffären Track One i Chicago: "Den nya singeln har genererat stort intresse för Chanté bland konsumenter. Efter att radio börjat spela den och musikvideon haft premiär på TV har vi många kunder som kommer in och är intresserade av hennes musik." "Chanté's Got a Man" blev Moores första och enda utgivning att nå topp-tio på den amerikanska mainstreamlistan Billboard Hot 100. Låten blev hennes första singel att belönas med ett guldcertifikat av Recording Industry Association of America (RIAA). Singelns b-sida innehöll Moores duett "Your Home Is In My Heart" med den amerikanska gruppen Boyz II Men.

### Kontrovers

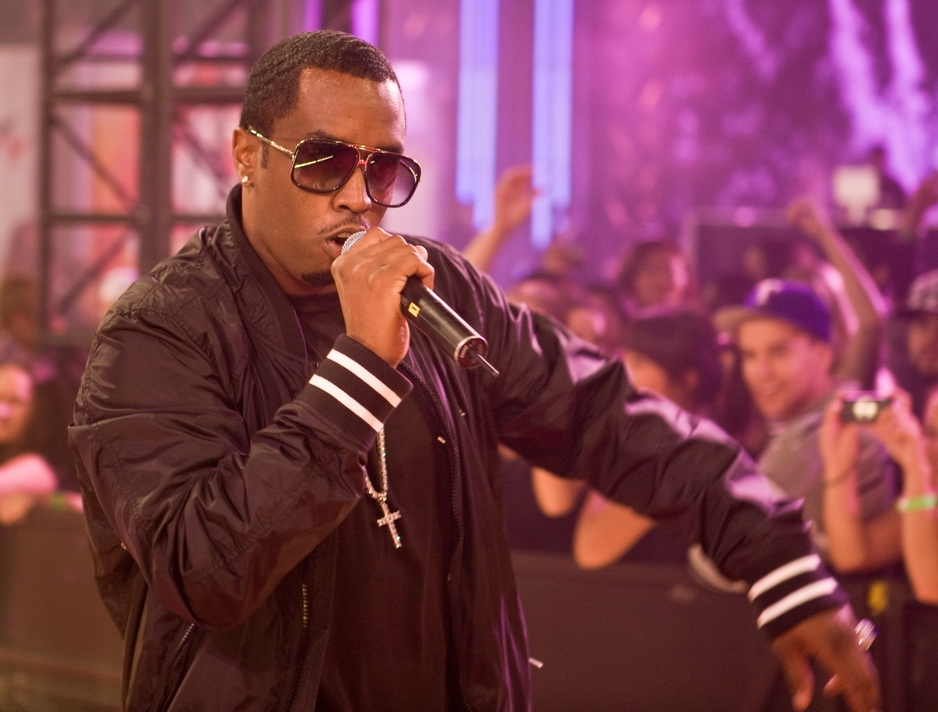
P. Diddy (på bilden) gav aldrig sin version av händelsen.

Efter framgången med "Chanté's Got a Man" planerade Moore och MCA att ge ut Jerkins-kompositionen "If I Gave Love" som albumets andra singel. Jerkins var en relativt ny producent vid tidpunkten som rönt stora framgångar med Whitney Houstons "It's Not Right But It's Okay" och Toni Braxtons "He Wasn't Man Enough". Under samma tidpunkt letade den amerikanska rapparen P. Diddy efter potentiella hitlåtar åt sin dåvarande flickvän, skådespelaren Jennifer Lopez. Lopez var högaktuell vid tidpunkten och på väg att lansera en musikkarriär. Jerkins spelade Moores "If I Gave Love" för Diddy som ville ha låten som Lopez' debutsingel. Efter påtryckningar från Diddy skapade Jerkins en liknande låt med samma arrangemang och näst intill identisk låttext med titeln "If You Had My Love". Låten blev Lopez' musikaliska genombrott och nådde förstaplatsen på amerikanska singellistan. Moores planer på att ge ut "If I Gave Love" ställdes in på grund av låtarnas likheter och gjorde att Moore anklagade Diddy för att ha stulit hennes singel. Moore gav istället ut Warren-balladen "I See You In a Different Light" som albumets andra singel men den missade Hot 100-listan. I en intervju från 2008 kommenterade Moore: "Jag ville ge Jerkins en känga. Jag kan inte ens komma ihåg hennes [Lopez'] låt, dom är så identiska. Det är samma låt!" År 2008 erbjöd NPR Diddy en chans att ge sin version av händelsen, men han besvarade inte deras förfrågan.

## Mottagande och kommersiell respons
Stephen Thomas Erlewine från Allmusic beskrev This Moment Is Mine som ett "förstaklassens soulalbum" trots att han ansåg att det hade stunder av "utfyllnad". Erlewine ansåg att albumet förhöll sig till den typiska "moderna soul-formeln" men lovordade Moores sångröst och skrev: "skillnaden är att Moore aldrig översjunger eller ägnar sig åt att försöka överbevisa med sin sångröst. Istället lägger hon fokus på att få varje låt att kännas som om hon levt den." Erlwine avslutade med att lyfta fram Jimmy Jam & Terry Lewis' kompositioner som "briljanta". Cheo Tyehimba från Entertainment Weekly ansåg att This Moment Is Mine skulle betraktas som en holy grail för kvinnor som letade efter bra män. Han trodde att albumet skulle bli populärast bland 30-åriga kvinnliga lyssnare.
Marc Weingarten från Vibe Magazine gav en liknande recension och berömde Moore för hennes mjuka och tillbakalutade sångstil. Han ansåg att Moore istället för att sjunga "självgoda" låtar istället ville uppmuntra kvinnor. Ebony Magazine gav en positiv recension av albumet och skrev: "På varje låt bjuder Moore på vackra serenader i lättsamt tempo och med vacker sång." Sylvia P. Flanagan från Jet Magazine skrev: "Låten [Chanté Got a Man] från hitalbumet This Moment Is Mine har blivit populär bland både kvinnor och män. Kvinnor hoppas att dom, likt Chanté, ska hitta en bra man. Män dras till låten för att den firar dem och romans."
Efter utgivningen gick This Moment Is Mine in på plats 31 på den amerikanska albumlistan Billboard 200. Det blev hennes högsta notering på den listan i karriären (Precious nådde som högst plats 101 i januari 1993 medan A Love Supreme noterades på plats 94 i mars 1994). På förgeningslistan Top R&B/Hip-Hop Albums gick albumet in på sjundeplatsen och blev därmed hennes första topp-tio album i karriären. This Moment Is Mine har omnämnts som det album som gjorde Moore till ett etablerat namn i R&B-genren.

## Låtlista
| 1.           | "If I Gave Love"                                         | Eric Dawkins, LaShawn Daniels, Rodney "Darkchild" Jerkins | Jerkins                         | 5:47  |
| 2.           | "Girls Will Talk" (Interlude)                            |                                                           |                                 | 0:36  |
| 3.           | "Chanté's Got a Man"                                     | Chanté Moore, Jimmy Jam & Terry Lewis, George Jackson     | Jimmy Jam & Terry Lewis         | 4:25  |
| 4.           | "I See You In A Different Light" (featuring JoJo Hailey) | Diane Warren                                              | Warren, JoJo Hailey             | 4:23  |
| 5.           | "Easy"                                                   | Moore, James Wright, Jimmy Jam & Terry Lewis              | Jimmy Jam & Terry Lewis, Wright | 5:40  |
| 6.           | "I Cry To Myself"                                        | Moore, Wright, Jimmy Jam & Terry Lewis                    | Jimmy Jam & Terry Lewis         | 5:24  |
| 7.           | "Blooming Flower"                                        | Moore, Simon Law                                          | Moore, Law                      | 5:01  |
| 8.           | "Heartbeat"                                              | Moore, Jermaine Dupri, Manuel Seal                        | Dupri                           | 3:29  |
| 9.           | "I've Got the Love"                                      | Chaka Khan, Moore, Ray Parker Jr.                         | Jerkins                         | 5:23  |
| 10.          | "I Started Crying"                                       | Moore, Jimmy Jam & Terry Lewis                            | Jimmy Jam & Terry Lewis         | 4:11  |
| 11.          | "I Got a Secret To Tell Ya" (Interlude)                  |                                                           |                                 | 1:04  |
| 12.          | "Love and the Woman"                                     | Moore, Dorothea Joyce, Jimmy Jam & Terry Lewis            | Jimmy Jam & Terry Lewis         | 4:56  |
| 13.          | "In My Life"                                             | Munk, Lascelles Stephens, Robin Thicke                    | Thicke                          | 4:14  |
| 14.          | This Moment Is Mine                                      | Moore, Wright, Jimmy Jam & Terry Lewis                    | Jimmy Jam & Terry Lewis         | 5:13  |
| Total längd: | Total längd:                                             | Total längd:                                              | Total längd:                    | 59:49 |